# Sesquicentennial Exposition

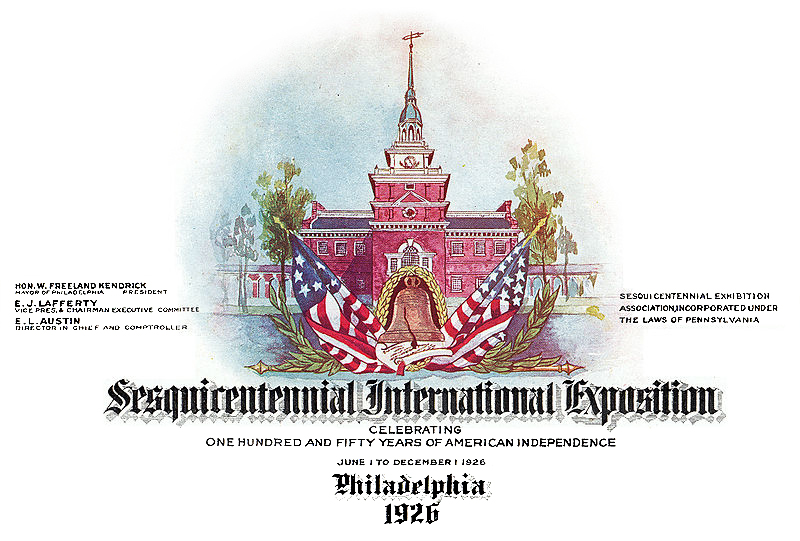
Логотип выставки

Sesquicentennial Exposition — международная выставка в Филадельфии, штат Пенсильвания, США, посвященная 150-летию подписания Декларации независимости Соединенных Штатов и 50-летию Всемирной выставки 1876 года, прошедшей в Соединённых Штатах.

## История
В 1916 году идея выставки, посвященной столетнему юбилею Декларации независимости США возникла Джона Ванамейкера, который был единственным жившим членом финансового комитета Столетней выставки. Как раз в то время Филадельфия была быстро развивающимся городом и Ванамейкер считал, что проведение здесь международной выставки приведет к повышению репутации города. К концу августа 1916 года он получил поддержку Говарда Френча (Howard Barclay French), на тот момент президента Торговой палаты Филадельфии. В октябре Френч назначил комитет, ответственный за планирование и организацию «Большой международной выставки Филадельфии в 1926 году» («Great International Exposition of Philadelphia in 1926»). Местом проведения выставки был выбран Fairmount Parkway, который в то время ещё строился. Но грянувшая Первая мировая война, в которую были вовлечены и Соединённые Штаты, приостановила все планы.
После войны Филадельфия пострадала из-за военных потерь, эпидемии испанского гриппа и введения сухого закона. В совокупности эти обстоятельства сделали трудную атмосферу в городе даже после избрания нового мэра Джозефа Мура. Несмотря на эти невзгоды, у Ванамейкера оставалась надежда на проведение выставки. Он дал обширное интервью 11 июля 1919 года, воспользовавшись возможностью, чтобы обсудить свои идеи относительно всемирной выставки с широкой публикой. Благодаря этому интервью он получил поддержку других известных филадельфийцев, а также Института Франклина и Торговой палаты Филадельфии, которые призвали мэра города принять участие в немедленном её планировании. К ноябрю 1920 года Мур создал Комитет 100 (Committee of 100) для разработки планов выставки Sesquicentennial Exposition. Первое заседание комитета состоялось 24 января 1921 года, после чего он был переименован в ассоциацию Sesquicentennial Exhibition Association (SCEA). Джозеф Мур был избран президентом SCEA, а Ванамейкер был назначен почетным председателем совета директоров.
Честь проведения этого международного праздника Филадельфия была удостоена в 1921 году. Но первоначальные грандиозные планы были значительно сокращены к моменту открытия ярмарки. Первый директор экспозиции — полковник Дэвид Коллиер, подал в отставку в знак протеста против сокращения бюджета. Его заместитель — капитан Ашер Бейкер (Asher C. Baker), ушел в отставку из-за болезни за несколько дней до открытия выставки, оставив всё дела в руках Э. Л. Остина (E. L. Austin). Сам Бейкер умер менее, чем через две недели.

## Работа выставки

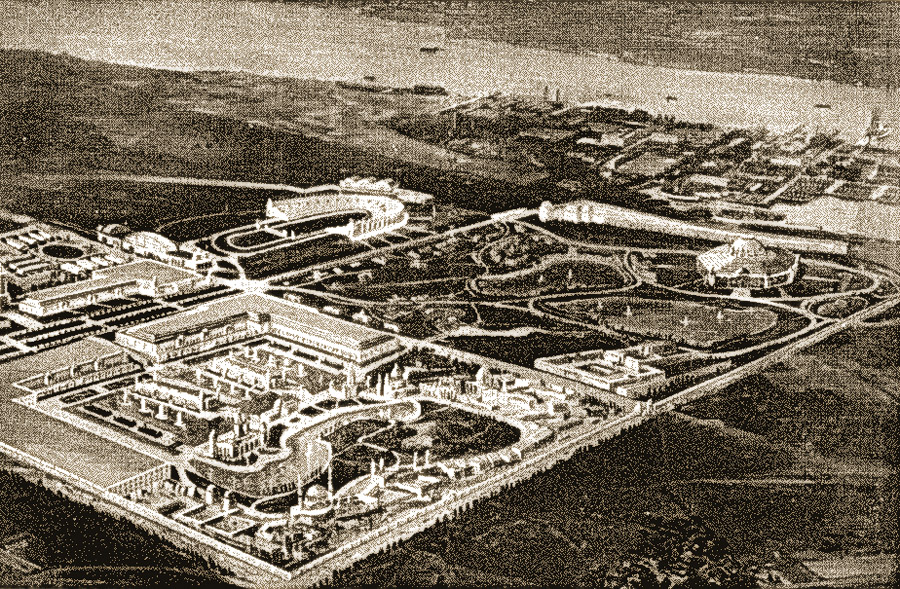
Вид выставки с высоты «птичего полёта»

Выставка Sesquicentennial Exposition открылась 31 мая 1926 года и проходила до ноября на территории города, ограниченной улицами 10th Street, Packer Avenue, 23rd Street и верфью ВМС США в районе Южная Филадельфия.

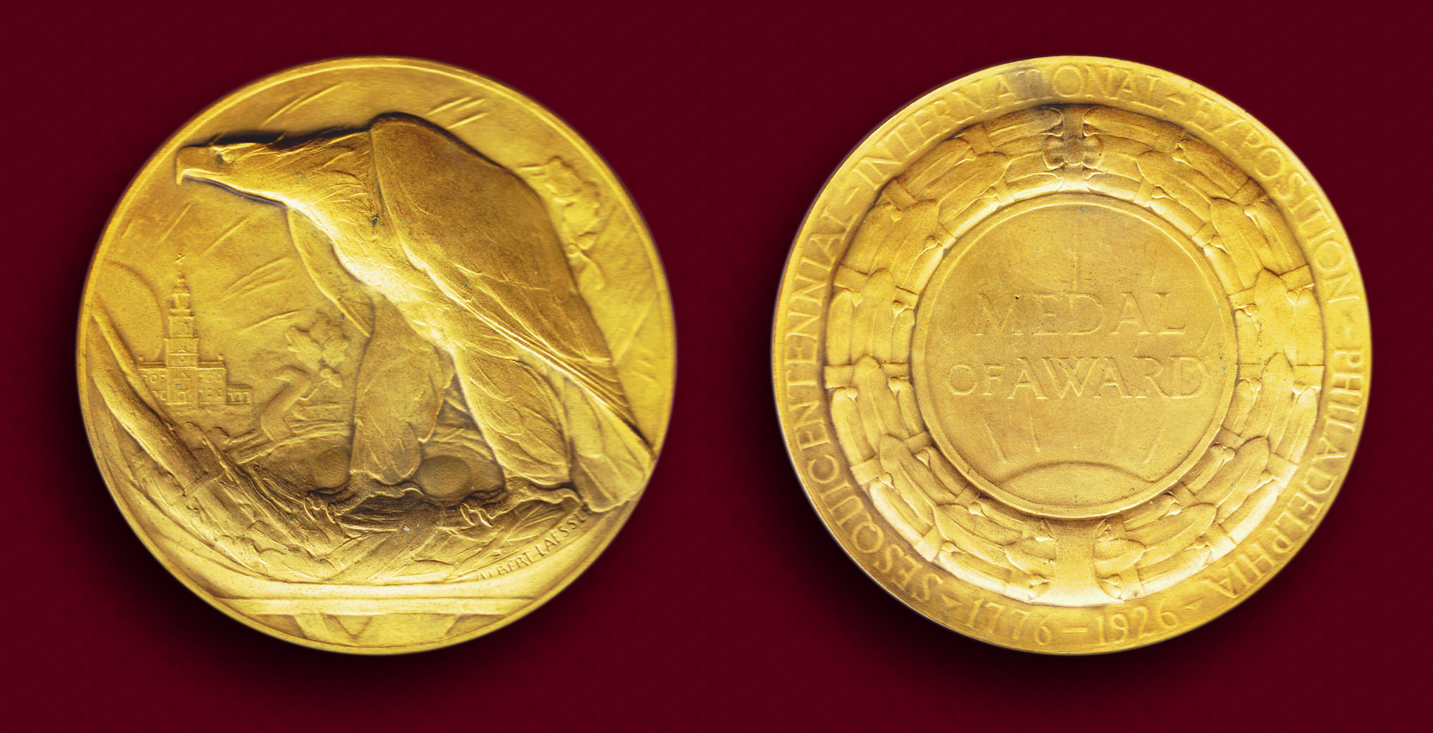
Золотая медаль выставки

Главным архитектором по проектированию зданий экспозиции был молодой на то время Луис Кан (впоследствии всемирно известный архитектор), работавший тогда под руководством архитектора Филадельфии Джона Молитора (John Molitor). Скульптор Чарльз Теффт был выбран в качестве директора скульптур, в то время как другой филадельфийский скульптор и художник Альберт Лессл стал автором наградных медалей выставки.
Организаторы построили 80-футовую копию символа выставки — Колокола Свободы, на входе, освещенного 26 000 лампочек. К моменту проведения выставки был построен стадион Sesqui-Centennial Stadium (ныне Стадион Джона Ф. Кеннеди), который стал важным аспектом выставки в связи с проведением на нём нескольких мероприятий, в числе которых были: религиозные церемонии, национальные зрелища и многочисленные спортивные мероприятия. Одним из них стал чемпионский бой 23 сентября между Джином Танни и Джеком Демпси, на который собралась толпа из 125 000 человек, стоявших под дождём. Также на выставке был представлен орган Кертиса, который до сих пор остаётся одним из самых больших органов в мире. В 1926 году первый мост (позже переименованный в Мост Бенджамина Франклина) через реку Делавэр между центральным городом Филадельфией и Камденом, штат Нью-Джерси, был построен в ожидании толпы посетителей. Экспозиция также включала зону развлечений, расположенную в парке League Island Park, названную «Остров сокровищ».
Важными персонами-докладчиками на церемонии открытия были — государственный секретарь США Фрэнк Келлог, министр торговли и будущий президент США Герберт Гувер, а также мэр Филадельфии и президент выставки Фриланд Кендрик.
Выставка открылась сильным ливнем, из-за чего многие посетители покинули её. Из-за неблагоприятных погодных условий во время работы выставки, она собрала гораздо меньшую аудиторию, чем ожидалось (около 10 миллионов человек). Журнал Variety назвала это «Величайшим провалом Америки» («America’s Greatest Flop») с убытком в 20 миллионов долларов к августу 1926 года. В результате Sesquicentennial Exposition оказалась не в состоянии покрыть долги и в 1927 году была передана во внешнее конкурсное управление, после чего её активы были проданы на аукционе.

## Память

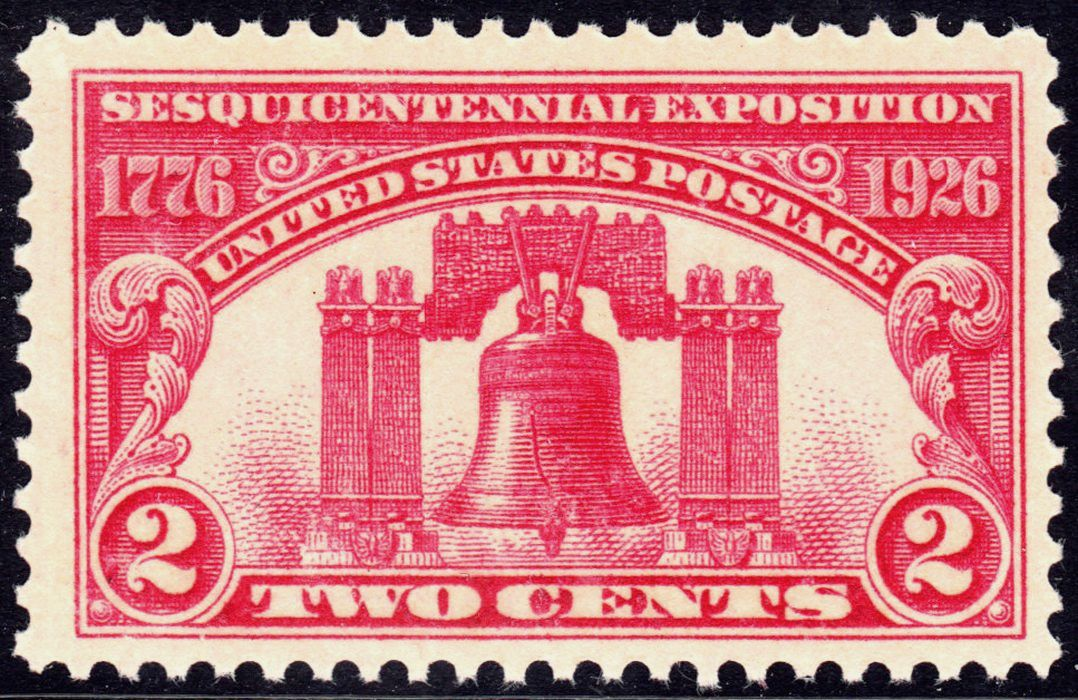
Памятная почтовая марка

По случаю проведения выставки была выпущена 2-центовая памятная почтовая марка с изображением Колокола Свободы (каталожный номер Скотта 627), а также отчеканены две памятные монеты — серебряные полдоллара и золотой орел в четверть доллара.
Недавно созданная в США организация USA250 планирует провести в Филадельфии в 2026 году ещё одну выставку по образу Sesquicentennial Exposition в ознаменование 250-летия Америки. В апреле 2015 года городской совет Филадельфии единогласно принял решение изучить этот вопрос.